# دخترم سویونگ
دخترم سویونگ (کره‌ای: 내 딸 서영이) یک مجموعه تلویزیونی کره جنوبی سال ۲۰۱۲ با بازی لی بو یونگ، چون هو جین، لی سانگ یون و پارک هه جین است. این درام خانوادگی بر رابطه بین سویونگ و پدرش متمرکز است. این مجموعه از ۱۵ سپتامبر ۲۰۱۲ تا ۳ مارس ۲۰۱۳، روزهای شنبه و یکشنبه ساعت ۱۹:۵۵ (کی‌اس‌تی) از کی‌بی‌اس۲ برای ۵۰ قسمت پخش شد.
دخترم سویونگ به ریتینگ ۴۷٫۶٪ رسید و به درام کره‌ای با بیشترین آمار بینندگان در سال ۲۰۱۳ تبدیل شد.

## بازیگران
- لی بو یونگ در نقش لی سویونگ[۶][۷]
  - لی هه این در نقش جوانی سویونگ
- چون هو جین در نقش لی سام جه
- لی سانگ یون در نقش کانگ وو جه[۸]
- پارک هه جین در نقش لی سانگ وو[۹]